# Wojciech Mrówczyński
Wojciech Mrówczyński (ur. 21 maja 1976) – polski montażysta filmowy.
Absolwent Wyższego Studium Montażu PWSFTviT w Łodzi. Laureat Nagrody za montaż filmu Obława na Gdynia Film Festival 2012. Członek Polskiej Akademii Filmowej. 

## Wybrana filmografia
jako autor montażu:
- Gulczas, a jak myślisz... (2001)
- Polisz kicz projekt (2003)
- Pręgi (2004)
- U Pana Boga w ogródku (2007)
- U Pana Boga za miedzą (2009)
- Galerianki (2009)
- Ciacho (2010)
- Obława (2012)
- Pani z przedszkola (2014)